# SMS Mecklenburg
Le SMS Mecklenburg est le dernier pré-Dreadnought de la classe Wittelsbach lancé en 1901 par la marine impériale allemande. Il a été baptisé le 9 novembre 1901 par le grand-duc Frédéric-François IV de Mecklembourg-Schwerin d'après le nom de la dynastie des Mecklembourg (Mecklenburg en allemand).
Ses sister-ships sont les SMS Wittelsbach, SMS Zähringen, SMS Wettin et SMS Schwaben. Ce sont les premiers navires de guerre d'importance à être bâtis, grâce à la loi navale (de) récente de 1898, défendue par Tirpitz.

## Service
Le navire a été bâti, pour un coût de 22 329 000 marks, par la compagnie AG Vulcan à Stettin et posé sur quille le 15 mai 1900. Il est lancé le 9 novembre 1901 et entre en service le 25 juin 1903. Il procède ensuite à des voyages d'essai, jusqu'en décembre, date à laquelle il est affecté à la défense de la Ire escadre de la flotte. Après avoir participé à différents exercices, il prend part, en juin 1904, à une revue navale devant le roi Édouard VII, puis navigue en mer du Nord pendant le reste de l'été. Il est ensuite présent aux grandes manœuvres navales annuelles de l'automne, et  il est ensuite en exercices jusqu'à la mi-décembre. Il est alors en cale sèche pour réparations à Wilhelmshaven, jusqu'à début mars 1905. Il croise ensuite avec le SMS Wittelsbach jusqu'au cap Skagen et se dirige vers Kiel ; mais, le 3 mars, alors qu'il traverse le Grand Belt, une signalisation erronée du système latéral (de) l'envoie sur un récif. Il est secouru par le Wittelsbach, le Wettin et par le petit croiseur SMS Ariadne. Il peut atteindre ensuite Kiel par sa propre propulsion et subit des réparations à Wilhelmshaven.
Le SMS Mecklenburg repart le 20 avril pour les exercices et les manœuvres habituelles, dont une rencontre avec des navires de la flotte britannique en août devant Swinemünde. Le navire poursuit son service au sein de la Ire escadre, jusqu'au 31 juillet 1911, date à laquelle il est remplacé par le SMS Ostfriesland. Le Mecklenburg entre alors dans la division de réserve de la mer du Nord, puis de celle de la mer Baltique, l'année suivante. Il participe aux grandes manœuvres d'automne de 1912, commandé par le Kapitän zur See von Mantey. Il forme ensuite la IIIe escadre avec les SMS Wittelsbach, SMS Wettin (navire-école pour l'artillerie de marine), SMS Zähringen, SMS Schwaben et le SMS Elsaß (qui appartenait auparavant à la Ire escadre).
Lorsque la Première Guerre mondiale éclate, le SMS Mecklenburg est réactivé et forme avec ses sister-ships la nouvelle IVe escadre. Bien qu'elle fasse partie de la Hochseeflotte, cette escadre est commandée directement au début par le chef de la flotte de la mer Baltique, le grand-amiral Henri de Prusse (frère du Kaiser). Le navire est engagé dans des actions en mer Baltique orientale, contre la marine impériale russe, entre le 5 et le 10 septembre 1914, et entre les 22 et 26 suivants.
Du 5 décembre 1914 au 2 avril, il est en mission pour la défense côtière de la région de l'embouchure de l'Elbe. Il fait toutefois une sortie au nord de l'île de Gotland entre le 8 et le 12 mai 1915, puis il surveille les abords d'Altenbruch, jusqu'au 4 juillet.

Au début de juillet 1915, le haut état-major décide d'une opération d'envergure dans le golfe de Riga, avec pour objectif un débarquement futur à Saint-Pétersbourg et en Carélie. Le Mecklenburg part donc pour Kiel, puis Dantzig. Le 11 juillet et le 21 juillet, il prend part à des actions au nord de l'île de Gotland, et le 2 août atteint Libau, où des engagements ont lieu entre le 7 et le 10 août ;  entre le 9 et le 11 septembre ; ainsi qu'entre les 21 et 23 septembre. Le navire reste à Libau à la fin des combats. Cependant l'apparition de la nouvelle classe Gangut russe et le déroulement de cette guerre navale, avec l'utilisation de plus en plus de mines et de torpilles, provoque des doutes à propos de la capacité de ces navires anciens de la IVe escadre à affronter les combats de manière efficace. Le naufrage du SMS Prinz Adalbert à cause d'une mine, le 23 octobre 1915, renforce encore ces doutes. Aussi le Wettin, le Zähringen, le Schwaben, ainsi que le croiseur cuirassé SMS Prinz Heinrich sont-ils rapatriés à Kiel, le 6 novembre suivant. Le Mecklenburg demeure à Libau pour remplacer le Prinz Heinrich dans ses missions de reconnaissance. Finalement, il rejoint Kiel, le 16 janvier 1916, pour être mis hors service le 24 janvier.
Le SMS Mecklenburg sert d'abord de navire-prison, puis à partir du début du mois de janvier 1918 de casernement pour les équipages des sous-marins immobilisés à Kiel pour entretien ou réparation. Il est rayé des listes de la marine, le 25 janvier 1920 et vendu, le 16 août 1921 à une entreprise de démolition navale de Kiel, pour 1 750 000 marks.

## Commandants de bord
- 25 juin - décembre 1903: Kapitän zur See Johannes Wallmann (de)
- Décembre 1903 - septembre 1904: Kapitän zur See Alfred Ehrlich (de)
- 24 septembre 1904 - 29 septembre 1906: Kapitän zur See Adolf Paschen (de)
- 30 septembre 1906 - 5 mars 1907: Kapitän zur See Adolf Josephi
- Mars - avril 1907: Kapitän zur See Walter Voit
- 2 avril 1907 - 6 octobre 1908: Kapitän zur See Georg Wuthmann (de)
- Octobre 1908 - octobre 1909: Kapitän zur See Wigand Bossart
- 4 octobre 1909 - 15 septembre 1910: Kapitän zur See Gisberth Jasper (de)
- 16 septembre 1910 - 31 juillet 1911: Kapitän zur See Max Witschel (de)
- 9 au 12 mai 1912: Kapitän zur See Max Hahn (de)
- 14 août - 28 septembre 1912: Kapitän zur See Eberhard von Mantey
- 5 août 1914 - 23 septembre 1915: Kapitän zur See Wilhelm Tägert (de)
- Septembre - octobre 1915: Korvettenkapitän Franz Pfeiffer
- Octobre 1915 - janvier 1916: Kapitän zur See Hans Klappenbach (de)